# L'immortale (film 2017)
L'immortale (無限の住人?, Mugen no jūnin, lett. "Abitante dell'infinito"), o anche Blade of the Immortal, è un film del 2017, diretto da Takashi Miike e basato sull'omonimo manga di Hiroaki Samura.